# Слапница (Какањ)
Слапница  је насељено мјесто у Босни и Херцеговини у општини Какањ које административно припада Федерацији Босне и Херцеговине. Према попису становништва из 1991. у насељу је живјело 836 становника.

## Становништво
| Националност       | 1991.        | 1981.        | 1971.        |
| Хрвати             | 557 (66,62%) | 482 (61,47%) | 481 (66,89%) |
| Муслимани          | 257 (30,74%) | 238 (30,35%) | 232 (32,26%) |
| Срби               | 12 (1,43%)   | 50 (6,37%)   | 1 (0,13%)    |
| Југословени        | 8 (0,95%)    | 14 (1,78%)   | 4 (0,55%)    |
| остали и непознато | 11 (1,25%)   | 8 (0,98%)    | 0            |
| Укупно             | 836          | 784          | 719          |